# Drain
Drain és un municipi francès situat al departament de Maine i Loira i a la regió de País del Loira. L'any 2007 tenia 1.690 habitants.

## Demografia

### Població
El 2007 la població de fet de Drain era de 1.690 persones. Hi havia 648 famílies de les quals 140 eren unipersonals (48 homes vivint sols i 92 dones vivint soles), 244 parelles sense fills, 240 parelles amb fills i 24 famílies monoparentals amb fills.
La població ha evolucionat segons el següent gràfic:
Habitants censats

### Habitatges
El 2007 hi havia 747 habitatges, 657 eren l'habitatge principal de la família, 62 eren segones residències i 28 estaven desocupats. 711 eren cases i 31 eren apartaments. Dels 657 habitatges principals, 534 estaven ocupats pels seus propietaris, 119 estaven llogats i ocupats pels llogaters i 4 estaven cedits a títol gratuït; 3 tenien una cambra, 32 en tenien dues, 116 en tenien tres, 181 en tenien quatre i 325 en tenien cinc o més. 547 habitatges disposaven pel capbaix d'una plaça de pàrquing. A 226 habitatges hi havia un automòbil i a 377 n'hi havia dos o més.

### Piràmide de població
La piràmide de població per edats i sexe el 2009 era:
| Homes | Edats   | Dones |
| ----- | ------- | ----- |
| 0     | 95 o +  | 8     |
| 12    | 90 a 94 | 12    |
| 0     | 85 a 89 | 24    |
| 8     | 80 a 84 | 16    |
| 24    | 75 a 79 | 44    |
| 48    | 70 a 74 | 36    |
| 32    | 65 a 69 | 32    |
| 24    | 60 a 64 | 56    |
| 52    | 55 a 59 | 28    |
| 32    | 50 a 54 | 44    |
| 40    | 45 a 49 | 44    |
| 92    | 40 a 44 | 60    |
| 76    | 35 a 39 | 84    |
| 40    | 30 a 34 | 56    |
| 48    | 25 a 29 | 40    |
| 64    | 20 a 24 | 36    |
| 68    | 15 a 19 | 76    |
| 88    | 10 a 14 | 60    |
| 72    | 5 a 9   | 32    |
| 28    | 0 a 4   | 44    |

## Economia
El 2007 la població en edat de treballar era de 1.061 persones, 836 eren actives i 225 eren inactives. De les 836 persones actives 781 estaven ocupades (426 homes i 355 dones) i 55 estaven aturades (27 homes i 28 dones). De les 225 persones inactives 101 estaven jubilades, 74 estaven estudiant i 50 estaven classificades com a «altres inactius».

### Ingressos
El 2009 a Drain hi havia 761 unitats fiscals que integraven 1.944,5 persones, la mediana anual d'ingressos fiscals per persona era de 17.276 €.

### Activitats econòmiques
Dels 38 establiments que hi havia el 2007, 1 era d'una empresa alimentària, 1 d'una empresa de fabricació d'altres productes industrials, 11 d'empreses de construcció, 5 d'empreses de comerç i reparació d'automòbils, 3 d'empreses d'hostatgeria i restauració, 3 d'empreses financeres, 4 d'empreses immobiliàries, 5 d'empreses de serveis, 2 d'entitats de l'administració pública i 3 d'empreses classificades com a «altres activitats de serveis».
Dels 13 establiments de servei als particulars que hi havia el 2009, 1 era un taller de reparació d'automòbils i de material agrícola, 1 paleta, 2 guixaires pintors, 1 fusteria, 1 lampisteria, 1 electricista, 1 empresa de construcció, 2 perruqueries, 2 restaurants i 1 agència immobiliària.
Dels 2 establiments comercials que hi havia el 2009, 1 era una fleca i 1 una carnisseria.
L'any 2000 a Drain hi havia 47 explotacions agrícoles que ocupaven un total de 1.232 hectàrees.

## Equipaments sanitaris i escolars
El 2009 hi havia 2 escoles elementals.

## Poblacions més properes
El següent diagrama mostra les poblacions més properes.